# Anne de Murviel
Anne de Murviel (né à Murviel-lès-Béziers vers 1568 et mort à Montauban le 8 septembre 1652) est un ecclésiastique qui fut évêque de Montauban de 1600 à sa mort.

## Biographie
Anne de Murviel nait dans le château de Murviel. Il est issu d'une famille connue depuis Antoine Murviel seigneur de Coujan près de Béziers en 1425. Il est le fils de François et de Françoise de Castelnau de Cuers. On ne connait rien de sa formation et de sa carrière pré épiscopale. Alors qu'il n'est même pas clerc, il est désigné comme évêque de Montauban dès 1596 mais nommé seulement en 1600 alors que la ville est encore aux mains des réformés et le siège épiscopal est vacant depuis près de onze années. Il est consacré le 15 août suivant dans la chapelle du château familial par  le cardinal François d’Escoubleau de Sourdis, archevêque de Bordeaux.
Après s'être installé à Castelsarrasin et à Montauban, il s'établit de 1601 à 1629 à Montech  d'où il administre son diocèse, la cité de Montauban restant entre les mains des calvinistes. Il revint provisoirement à Montauban, sous protection en 1606 et reprend possession de l'église Saint-Jacques de Montauban. Il s'ensuit une longue période de conflits dans la ville car les Consuls refusent de restituer la cathédrale Saint-Jean. Anne de Murviel retourne à plusieurs reprises se réfugier à Montech.
L'accord conclu entre les protestants et le cardinal de Richelieu, dit Édit de grâce d'Alès, permet le 27 juin 1629, aux autorités catholiques de reprendre définitivement pied dans la ville. L'évêque attaché à la réforme catholique fait appel aux ordres religieux afin de réorganiser son diocèse. Les Capucins sont les premiers à y revenir et le 26 août 1631, l'évêque bénit la  première pierre de leur couvent qui devient plus tard le grand séminaire. De même il reprend possession définitivement de l'église Saint-Jacques. Pendant les années qui suivent Anne de Murviel s'attache à atténuer les haines entre les communautés catholiques et calvinistes. Du fait de ses liens avec Vincent de Paul il fait appel aux Lazaristes pour l'aider dans sa mission. De même on voit également le retour des jésuites, qui reprennent en mains le collège. Les carmélites s'installent près du couvent des Capucins. 
En 1636, alors qu'il atteint 68 ans et qu'il est évêque depuis 36 ans, le roi Louis XIII et le cardinal de Richelieu l'estiment trop peu combattif pour imposer définitivement le catholicisme dans la ville de Montauban et lui imposent un jeune coadjuteur en la personne de Pierre de Bertier. L'évêque lui laisse dès 1639 l'administration du diocèse et meurt le 8 septembre 1652 âgé de 84 ans après un épiscopat de 52 années. Il est inhumé dans l'église Saint Jacques dont il avait fait de facto sa cathédrale. Pierre de Bertier lui succède.